# Heini Baumgartner
Heinrich „Heini” Baumgartner (ur. 27 lipca 1963) – szwajcarski narciarz, specjalista narciarstwa dowolnego. Wywalczył trzy brązowe medale w balecie narciarskim, kolejno na mistrzostwach świata w La Clusaz, mistrzostwach świata w Iizuna i mistrzostwach świata w Meiringen. Startował także w tej samej konkurencji na igrzyskach olimpijskich w Calgary, gdzie był dziesiąty oraz na igrzyskach olimpijskich w Albertville, gdzie zajął piąte miejsce. Na tych igrzyskach balet narciarski był jednak tylko dyscypliną pokazową.
Najlepsze wyniki w Pucharze Świata osiągnął w sezonie 1995/1996, kiedy to zajął 3. miejsce w klasyfikacji generalnej, a w klasyfikacji baletu narciarskiego był pierwszy. W sezonie 1996/1997 był trzeci w klasyfikacji generalnej, a w klasyfikacji baletu był drugi. Drugie miejsce w klasyfikacji baletu zajął także w sezonie 1993/1994, a w sezonach 1992/1993, 1994/1995 i 1997/1998 był trzeci.
W 1998 r. zakończył karierę.

## Osiągnięcia

### Mistrzostwa świata
| Miejsce | Dzień     | Rok  | Miejscowość | Konkurencja      | Zwycięzca          |
| ------- | --------- | ---- | ----------- | ---------------- | ------------------ |
| 12.     | 6 lutego  | 1986 | Tignes      | Balet narciarski | Richard Schabl     |
| 13.     | 1 marca   | 1989 | Oberjoch    | Balet narciarski | Hermann Reitberger |
| 8.      | 12 lutego | 1991 | Lake Placid | Balet narciarski | Lane Spina         |
| 4.      | 12 marca  | 1993 | Altenmarkt  | Balet narciarski | Fabrice Becker     |
| 3.      | 17 lutego | 1995 | La Clusaz   | Balet narciarski | Rune Kristiansen   |
| 3.      | 7 lutego  | 1997 | Iizuna      | Balet narciarski | Fabrice Becker     |
| 3.      | 11 marca  | 1999 | Meiringen   | Balet narciarski | Ian Edmondson      |

### Puchar Świata

#### Miejsca w klasyfikacji generalnej
- sezon 1983/1984: 107.
- sezon 1984/1985: 41.
- sezon 1985/1986: 49.
- sezon 1986/1987: 39.
- sezon 1987/1988: 19.
- sezon 1988/1989: 29.
- sezon 1989/1990: 19.
- sezon 1990/1991: 22.
- sezon 1991/1992: 22.
- sezon 1992/1993: 7.
- sezon 1993/1994: 7.
- sezon 1994/1995: 9.
- sezon 1995/1996: 3.
- sezon 1996/1997: 3.
- sezon 1997/1998: 5.

#### Miejsca na podium
1. Tignes – 8 grudnia 1989 (Balet narciarski) – 2. miejsce
2. La Plagne – 14 grudnia 1989 (Balet narciarski) – 3. miejsce
3. Zermatt – 14 grudnia 1990 (Balet narciarski) – 2. miejsce
4. Piancavallo – 17 grudnia 1992 (Balet narciarski) – 3. miejsce
5. Piancavallo – 17 grudnia 1992 (Balet narciarski) – 2. miejsce
6. Breckenridge – 15 stycznia 1993 (Balet narciarski) – 3. miejsce
7. Le Relais – 29 stycznia 1993 (Balet narciarski) – 3. miejsce
8. La Plagne – 23 lutego 1993 (Balet narciarski) – 3. miejsce
9. Oberjoch – 19 marca 1993 (Balet narciarski) – 2. miejsce
10. Oberjoch – 19 marca 1993 (Balet narciarski) – 3. miejsce
11. Lillehammer – 26 marca 1993 (Balet narciarski) – 3. miejsce
12. Lillehammer – 26 marca 1993 (Balet narciarski) – 3. miejsce
13. Tignes – 10 grudnia 1993 (Balet narciarski) – 2. miejsce
14. Tignes – 10 grudnia 1993 (Balet narciarski) – 2. miejsce
15. Piancavallo – 14 grudnia 1993 (Balet narciarski) – 3. miejsce
16. Piancavallo – 14 grudnia 1993 (Balet narciarski) – 3. miejsce
17. La Plagne – 20 grudnia 1993 (Balet narciarski) – 1. miejsce
18. La Plagne – 20 grudnia 1993 (Balet narciarski) – 1. miejsce
19. Whistler Blackcomb – 7 stycznia 1994 (Balet narciarski) – 2. miejsce
20. Whistler Blackcomb – 7 stycznia 1994 (Balet narciarski) – 3. miejsce
21. Breckenridge – 14 stycznia 1994 (Balet narciarski) – 1. miejsce
22. Breckenridge – 14 stycznia 1994 (Balet narciarski) – 3. miejsce
23. Lake Placid – 20 stycznia 1994 (Balet narciarski) – 3. miejsce
24. Lake Placid – 20 stycznia 1994 (Balet narciarski) – 2. miejsce
25. Le Relais – 28 stycznia 1994 (Balet narciarski) – 2. miejsce
26. La Clusaz – 2 lutego 1994 (Balet narciarski) – 2. miejsce
27. La Clusaz – 2 lutego 1994 (Balet narciarski) – 1. miejsce
28. Hundfjället – 7 lutego 1994 (Balet narciarski) – 2. miejsce
29. Hundfjället – 7 lutego 1994 (Balet narciarski) – 3. miejsce
30. Altenmarkt – 3 marca 1994 (Balet narciarski) – 3. miejsce
31. Altenmarkt – 3 marca 1994 (Balet narciarski) – 3. miejsce
32. Hasliberg – 11 marca 1994 (Balet narciarski) – 1. miejsce
33. Hasliberg – 11 marca 1994 (Balet narciarski) – 3. miejsce
34. Tignes – 16 grudnia 1994 (Balet narciarski) – 2. miejsce
35. Tignes – 16 grudnia 1994 (Balet narciarski) – 1. miejsce
36. Whistler Blackcomb – 6 stycznia 1995 (Balet narciarski) – 1. miejsce
37. Whistler Blackcomb – 6 stycznia 1995 (Balet narciarski) – 1. miejsce
38. Breckenridge – 13 stycznia 1995 (Balet narciarski) – 1. miejsce
39. Breckenridge – 13 stycznia 1995 (Balet narciarski) – 3. miejsce
40. Le Relais – 20 stycznia 1995 (Balet narciarski) – 2. miejsce
41. Le Relais – 20 stycznia 1995 (Balet narciarski) – 3. miejsce
42. Lake Placid – 26 stycznia 1995 (Balet narciarski) – 3. miejsce
43. Oberjoch – 2 lutego 1995 (Balet narciarski) – 2. miejsce
44. Oberjoch – 2 lutego 1995 (Balet narciarski) – 3. miejsce
45. Altenmarkt – 9 lutego 1995 (Balet narciarski) – 1. miejsce
46. Altenmarkt – 9 lutego 1995 (Balet narciarski) – 2. miejsce
47. Kirchberg – 21 lutego 1995 (Balet narciarski) – 3. miejsce
48. Kirchberg – 21 lutego 1995 (Balet narciarski) – 2. miejsce
49. Lillehammer – 3 marca 1995 (Balet narciarski) – 2. miejsce
50. Lillehammer – 3 marca 1995 (Balet narciarski) – 2. miejsce
51. Hundfjället – 8 marca 1995 (Balet narciarski) – 2. miejsce
52. Hundfjället – 8 marca 1995 (Balet narciarski) – 3. miejsce
53. Tignes – 6 grudnia 1995 (Balet narciarski) – 2. miejsce
54. Tignes – 6 grudnia 1995 (Balet narciarski) – 1. miejsce
55. La Plagne – 14 grudnia 1995 (Balet narciarski) – 3. miejsce
56. La Plagne – 14 grudnia 1995 (Balet narciarski) – 1. miejsce
57. Whistler Blackcomb – 12 stycznia 1996 (Balet narciarski) – 1. miejsce
58. Whistler Blackcomb – 12 stycznia 1996 (Balet narciarski) – 3. miejsce
59. Breckenridge – 18 stycznia 1996 (Balet narciarski) – 2. miejsce
60. Breckenridge – 18 stycznia 1996 (Balet narciarski) – 2. miejsce
61. Mont Tremblant – 25 stycznia 1996 (Balet narciarski) – 1. miejsce
62. Mont Tremblant – 26 stycznia 1996 (Balet narciarski) – 2. miejsce
63. Kirchberg – 1 lutego 1996 (Balet narciarski) – 2. miejsce
64. Kirchberg – 1 lutego 1996 (Balet narciarski) – 2. miejsce
65. Oberjoch – 10 lutego 1996 (Balet narciarski) – 1. miejsce
66. Oberjoch – 10 lutego 1996 (Balet narciarski) – 2. miejsce
67. Hundfjället – 8 marca 1996 (Balet narciarski) – 1. miejsce
68. Hundfjället – 8 marca 1996 (Balet narciarski) – 1. miejsce
69. Altenmarkt – 16 marca 1996 (Balet narciarski) – 1. miejsce
70. Altenmarkt – 16 marca 1996 (Balet narciarski) – 1. miejsce
71. Hasliberg – 22 marca 1996 (Balet narciarski) – 1. miejsce
72. Hasliberg – 22 marca 1996 (Balet narciarski) – 2. miejsce
73. Tignes – 5 grudnia 1996 (Balet narciarski) – 1. miejsce
74. Tignes – 5 grudnia 1996 (Balet narciarski) – 1. miejsce
75. Piancavallo – 21 grudnia 1996 (Balet narciarski) – 1. miejsce
76. Whistler Blackcomb – 17 stycznia 1997 (Balet narciarski) – 3. miejsce
77. Whistler Blackcomb – 17 stycznia 1997 (Balet narciarski) – 2. miejsce
78. Breckenridge – 23 stycznia 1997 (Balet narciarski) – 1. miejsce
79. Breckenridge – 23 stycznia 1997 (Balet narciarski) – 2. miejsce
80. Kirchberg – 19 lutego 1997 (Balet narciarski) – 2. miejsce
81. Altenmarkt – 8 marca 1997 (Balet narciarski) – 3. miejsce
82. Altenmarkt – 8 marca 1997 (Balet narciarski) – 1. miejsce
83. Mont Tremblant – 9 stycznia 1998 (Balet narciarski) – 3. miejsce
84. Whistler Blackcomb – 23 stycznia 1998 (Balet narciarski) – 2. miejsce
85. Breckenridge – 29 stycznia 1998 (Balet narciarski) – 2. miejsce
86. Altenmarkt – 13 marca 1998 (Balet narciarski) – 2. miejsce
87. Altenmarkt – 13 marca 1998 (Balet narciarski) – 3. miejsce
88. Steamboat Springs – 15 stycznia 1999 (Balet narciarski) – 2. miejsce
89. Steamboat Springs – 15 stycznia 1999 (Balet narciarski) – 3. miejsce

- W sumie 25 zwycięstw, 34 drugie i 30 trzecich miejsc.